# 抽动障碍
抽动障碍（tic disorders，TD）又称抽动症，为一种有遗传倾向而於兒童時期發病的复杂慢性神经精神障碍；發病時不但會出現神经学症状（突发性、快速、不自主、无明显目的、反复、無節律的一个部位或多部位肌肉运动抽动、发声抽动），亦伴有精神病学症状（注意力不集中、过动、强迫性动作和思维，或其他行为症状）。有些特定的不隨意動作很難被旁人察覺，如腳趾的扭動或腹部肌肉的抽動。
通常抽動障礙可以分成聲音型和運動型。常見的運動型抽動有頻繁地眨眼睛、扭動或後仰脖子等；常見的聲音型抽動有清喉嚨或發出呼氣吞氣的聲響等。
抽動障礙是妥瑞症主要的症狀。此類疾病男患者多于女患者。

## 分类
ICD-10中规定的抽动障碍子类有：
- （F95.0） 短暂性抽动障碍
- （F95.1）慢性运动或发声抽动障碍
- （F95.2）发声与多种运动联合抽动障碍（Tourette综合征）
- （F95.8） 其他的抽动障碍
- （F95.9） 未分类的抽动障碍